# Mountain State University
La Mountain State University était une université privée américaine située à Beckley en Virginie-Occidentale. Elle était fermée en 2013

## Source
- (en) Cet article est partiellement ou en totalité issu de l’article de Wikipédia en anglais intitulé « Mountain State University » (voir la liste des auteurs).